# Raina Kabaivanska
Raina Kabaivanska (* 15. prosince 1934 Burgas) je bulharská operní pěvkyně, sopranistka. Proslula v hlavních rolích oper Tosca, Manon Lescaut, Francesca da Rimini, Madam Butterfly a dalších.

## Život
Vystudovala zpěv a klavír na bulharské Státní konzervatoři v Sofii. V roce 1958 odešla do Itálie, kde dále rozvíjela svou pěveckou techniku u Zity Fumagalliové. Debutovala v sofijské Národní opeře v roce 1957, a to v roli Taťány v Čajkovského Evženu Oněginovi. V roce 1961 přišel její debut v roli Agnese v Belliniho Beatrice di Tenda v milánském Teatro alla Scala. Při svém debutu v londýnském Royal Opera House v roce 1962 zpívala Desdemonu ve Verdiho Othellovi, v newyorské Metropolitní opeře to byla Nedda v Leoncavallově opeře Pagliacci, v pařížské opeře roku 1975 Leonora ve Verdiho opeře Trubadúr. 
Roku 1965 získala cenu Premio Bellini, roku 1970 Viotti d'oro, roku 1978 Premio Puccini, roku 1979 Premio Illica, roku 1980 Premio Monteverdi, roku 1990 Premio Lorenzo il Magnifico.